# Йоаникий I Силиврийски
Йоаникий (на гръцки: Ιωαννίκιος) е гръцки духовник, митрополит на Вселенската патриаршия.

## Биография
Паисий е роден около 1767 година в Цариград. Служи като велик протосингел на Вселенската патриаршия до 1798 година. През септември 1798 година е избран и по-късно ръкоположен за еласонски архиепископ. На 31 март 1809 година е избран за пловдивски митрополит. На 15 март 1818 година е избран за силиврийски митрополит. Умира на 3 февруари 1819 година.